# 78434 Dyer
78434 Dyer este un asteroid din centura principală de asteroizi.

## Descriere
78434 Dyer este un asteroid din centura principală de asteroizi. A fost descoperit pe 17 august 2002 la Observatorul Palomar de Andrew Lowe. Asteroidul prezintă o orbită caracterizată de o semiaxă mare de 2,78 ua, o excentricitate de 0,01 și o înclinație de 4,3° în raport cu ecliptica.